# توئومارینکارتانو
توئومارینْکارْتانو (به فنلاندی: Tuomarinkartano) یک منطقهٔ مسکونی در فنلاند است که در هلسینکی واقع شده‌است.